# Emmanuelle Charpentier

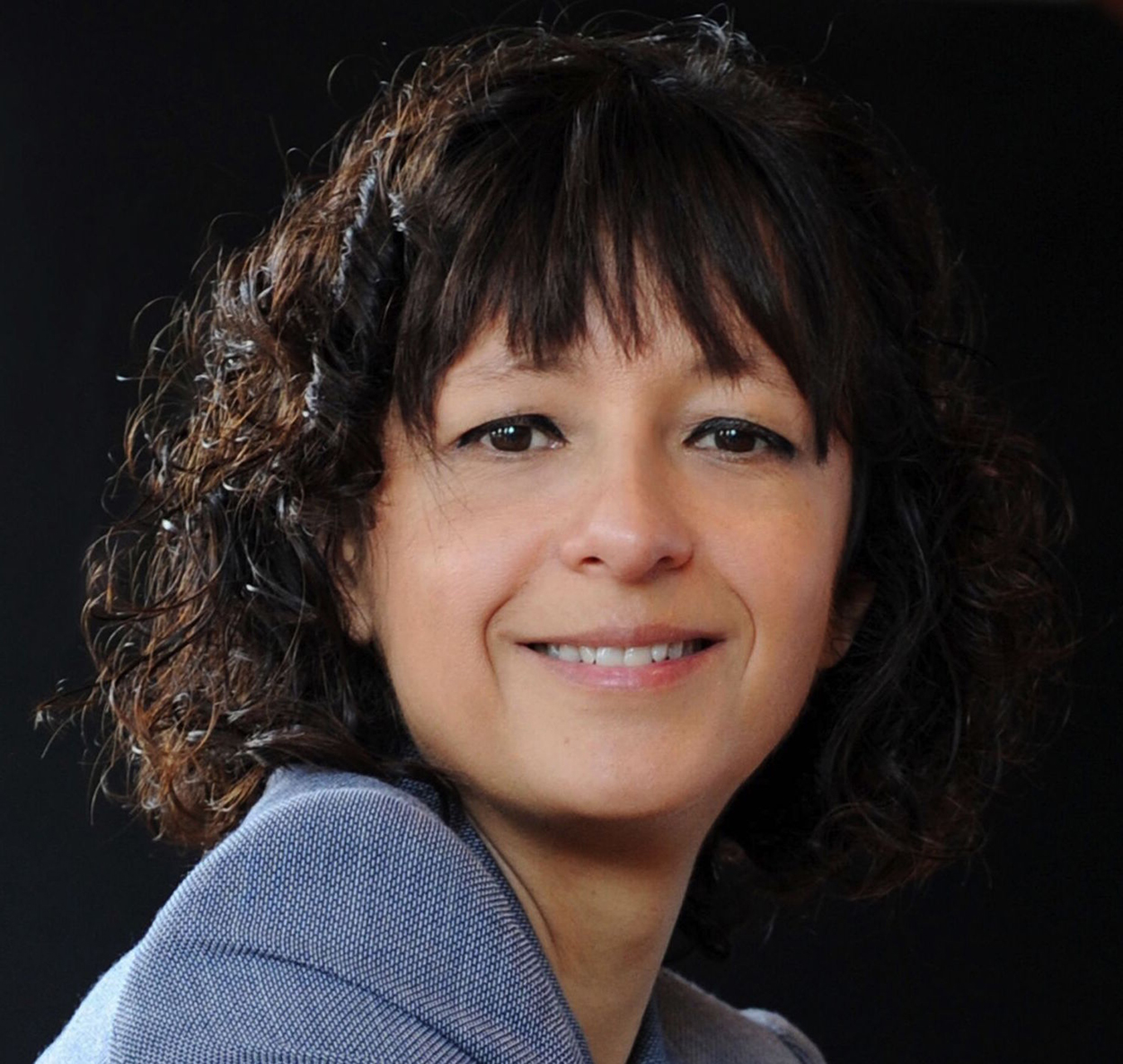
Emmanuelle Charpentier (2015)

Emmanuelle Marie Charpentier (* 11. Dezember 1968 in Juvisy-sur-Orge, Frankreich) ist eine französische Mikrobiologin, Genetikerin und Biochemikerin. 2020 wurde ihr für die Entwicklung der „Genschere“ CRISPR/Cas9 zusammen mit Jennifer A. Doudna der Nobelpreis für Chemie verliehen. Seit 2018 ist Charpentier Leiterin der Max-Planck-Forschungsstelle für die Wissenschaft der Pathogene in Berlin, zuvor war sie seit 2015 Direktorin am Berliner Max-Planck-Institut für Infektionsbiologie.

## Beruflicher Werdegang
Emmanuelle Charpentier studierte ab 1986 Biologie, Mikrobiologie und Genetik an der Universität Pierre und Marie Curie in Paris, wo sie 1995 für ihre Forschungsarbeiten am Institut Pasteur einen Ph.D. in Mikrobiologie erwarb. Ab 1996 ging sie als Postdoktorandin an die Rockefeller University, an das New York University Langone Medical Center, an das Skirball Institute of Biomolecular Medicine (alle in New York ansässig) und an das St Jude Children’s Research Hospital in Memphis, Tennessee.
2002 wechselte sie an die Max F. Perutz Laboratories der Universität Wien und Medizinischen Universität Wien, wo sie zunächst als Gastprofessorin, ab 2004 als Assistant Professor und nach ihrer Habilitation in Mikrobiologie 2006 als Associate Professor angestellt war. 2009 ging Charpentier an die Universität Umeå in Schweden. Hier baute sie am Laboratory for Molecular Infection Medicine Sweden MIMS eine neue Arbeitsgruppe auf und erhielt eine Professur (Associate Professor). Das MIMS ist Teil von „The Nordic EMBL Partnership for Molecular Medicine“ mit Partner-Laboren in Finnland (FIMM), Dänemark (DANDRITE) und Norwegen (NCMM). Von 2013 bis 2015 war Charpentier Professorin an der Medizinischen Hochschule Hannover und leitete die Abteilung Regulation in Infection Biology am Helmholtz-Zentrum für Infektionsforschung, Braunschweig. 2014 erhielt sie eine Alexander von Humboldt-Professur an der Medizinischen Hochschule Hannover. Die drei Institutionen in Umeå, Hannover und Braunschweig kooperieren. Bis Ende 2017 war sie an der Universität Umeå, Schweden, weiter als Gastprofessorin tätig.
2015 folgte Charpentier dem Ruf zur Direktorin der Abteilung Regulation in der Infektionsbiologie am Max-Planck-Institut für Infektionsbiologie in Berlin und ist seitdem auch wissenschaftliches Mitglied der Max-Planck-Gesellschaft. Seit 2018 ist sie Gründungsdirektorin der Max-Planck-Forschungsstelle für die Wissenschaft der Pathogene. Die Max-Planck-Forschungsstelle ist administrativ vom Max-Planck-Institut für Infektionsbiologie unabhängig. Charpentier ist Honorarprofessorin an der Humboldt-Universität zu Berlin.
In Würdigung ihrer Leistungen als Wissenschaftlerin und Forscherin wurde ihr anlässlich der Wissensstadt Berlin 2021 im Rahmen der Ausstellung „Berlin – Hauptstadt der Wissenschaftlerinnen“ eine Ausstellungstafel gewidmet.

## Wirken
Emmanuelle Charpentier forscht auf dem Gebiet der Regulationsmechanismen, die Infektionsprozessen und Immunität von pathogenen Bakterien zugrunde liegen. Hier liegt ihr Fokus auf der Genregulation auf der Ebene der (bakteriellen) Ribonukleinsäure (RNA) und der molekularbiologischen Erforschung von Infektionen. Sie forscht zur Fähigkeit bakterieller Krankheitserreger, sich selbst gegen fremde – in die Bakterienzelle eingedrungene – DNA, z. B. durch Bakteriophagen, zu verteidigen. Mit ihren Erkenntnissen auf dem Gebiet der RNA-vermittelten Regulation durch das CRISPR/Cas-System hat Emmanuelle Charpentier die Grundlage für die Entwicklung einer Technik geschaffen, mit der gezielt Genveränderungen durchgeführt werden können (CRISPR/Cas-Methode, 2012 veröffentlicht mit Jennifer Doudna).
2013 gehörte sie zu den Mitbegründern des in Zug registrierten Unternehmens CRISPR Therapeutics. Dieses soll die CRISPR/Cas-Methode kommerziell anwenden und die Forschung vorantreiben.
Seit 2015 zählte sie Thomson Reuters aufgrund der hohen Zahl ihrer Zitationen zu den Favoriten auf einen Nobelpreis für Chemie (Thomson Reuters Citation Laureates). Am 7. Dezember 2020 bekam sie die Auszeichnung „für die Entwicklung einer Methode zur Genom-Editierung“ gemeinsam mit Jennifer Doudna zuerkannt.

## Auszeichnungen und Ehrungen (Auswahl)

### Akademien
- 2014: Mitglied der European Molecular Biology Organization[16]
- 2015: Mitglied der American Academy of Microbiology[17]
- 2015: Mitglied der Leopoldina[18]
- 2015: Wissenschaftliches Mitglied der Max-Planck-Gesellschaft[19]
- 2015: Auswärtiges Mitglied der Königlich Schwedischen Akademie der Wissenschaften[20]
- 2016: Mitglied der Berlin-Brandenburgischen Akademie der Wissenschaften
- 2016: Korrespondierendes Mitglied im Ausland der Österreichischen Akademie der Wissenschaften[21]
- 2017: Mitglied der französischen Académie des sciences[22]
- 2017: Mitglied der französischen Académie des technologies[23]
- 2017: Auswärtiges Mitglied der Königlich Schwedischen Akademie der Ingenieurwissenschaften (IVA)[24]
- 2017: Auswärtiges Mitglied der National Academy of Sciences
- 2017: Mitglied der American Association for Cancer Research Academy[25]
- 2017: Mitglied der Deutschen Akademie der Technikwissenschaften (acatech)
- 2021: ordentliches Mitglied der Päpstlichen Akademie der Wissenschaften[26]
- 2023: Mitglied der American Academy of Arts and Sciences
- 2024: Auswärtiges Mitglied der Royal Society

### Ehrendoktorwürden
- 2016: Ehrendoktorwürde der École Polytechnique Fédéral de Lausanne[27]
- 2016: Ehrendoktorwürde der New York University (USA)[28]
- 2016: Ehrendoktorwürde an der Katholieke Universiteit Leuven[29]
- 2017: Ehrendoktorwürde der Hong Kong University of Science and Technology[30]
- 2017: Ehrendoktorwürde der University of Western Ontario[31]
- 2017: Ehrendoktorwürde der Universität Umeå[32]
- 2018: Ehrendoktorwürde der Université catholique de Louvain[33]
- 2018: Ehrendoktorwürde der Universität Cambridge[34]
- 2018: Ehrendoktorwürde der Universität Manchester[35]

### Preise und sonstige Ehrungen
- 2009: Theodor-Körner-Preis
- 2011: Erik K. Fernström-Preis[36]
- 2014: Gabbay Award (mit Feng Zhang und Jennifer Doudna)[37]
- 2014: Göran Gustafssonpriset der Königlich Schwedischen Akademie der Wissenschaften[38]
- 2014: Dr. Paul Janssen Award for Biomedical Research (mit Jennifer Doudna)[39]
- 2014: Alexander von Humboldt-Professur (2014–2019)[40]
- 2015: Wissenschaftspreis Niedersachsen
- 2015: Massry-Preis (mit Philippe Horvath und Jennifer Doudna)
- 2015: Prinzessin-von-Asturien-Preis (mit Jennifer Doudna)
- 2015: Gruber-Preis für Genetik (mit Jennifer Doudna)
- 2015: Carus-Medaille der Leopoldina
- 2015: Familie-Hansen-Preis (Bayer Foundations)
- 2015: Ernst-Jung-Preis
- 2015: Louis-Jeantet-Preis für Medizin[41]
- 2015: Breakthrough Prize in Life Sciences
- 2016: Meyenburg-Preis
- 2016: Wilhelm-Exner-Medaille
- 2016: Canada Gairdner International Award
- 2016: Warren Alpert Foundation Prize
- 2016: Tang Prize für Biopharmazeutische Forschung (mit Feng Zhang und Jennifer Doudna)[42]
- 2016: HFSP Nakasone Award (mit Jennifer Doudna)
- 2016: Ritter des Ordre national du Mérite[43]
- 2016: Otto-Warburg-Medaille[44]
- 2016: UNESCO-L’Oréal-Preis
- 2016: Paul-Ehrlich-und-Ludwig-Darmstaedter-Preis (mit Jennifer Doudna)[45]
- 2016: Gottfried-Wilhelm-Leibniz-Preis
- 2016: BBVA Foundation Frontiers of Knowledge Award
- 2017: Orden Pour le Mérite für Wissenschaften und Künste[46]
- 2017: Albany Medical Center Prize (mit Jennifer Doudna, Luciano Marraffini, Francisco Juan Martínez Mojica und Feng Zhang)
- 2017: Japan-Preis (mit Jennifer Doudna)
- 2017: Der Deutsche Innovationspreis in der Kategorie „Future Thinker“[47]
- 2018: Kavli-Preis (mit Jennifer Doudna, Virginijus Šikšnys)[48]
- 2018: Aachener Ingenieurpreis
- 2018: V de Vida Award der Spanischen Gemeinschaft gegen Krebs (AECC)[49]
- 2018: Berliner Wissenschaftspreis
- 2018: Österreichisches Ehrenzeichen für Wissenschaft und Kunst
- 2018: Harvey-Preis (mit Jennifer Doudna, Feng Zhang)[50]
- 2019: Scheele-Preis
- 2019: Richard-Ernst-Medaille der ETH Zürich[51]
- 2019: Großes Verdienstkreuz mit Stern des Verdienstordens der Bundesrepublik Deutschland[52]
- 2020: Carl-Friedrich-Gauß-Medaille
- 2020: Wolf-Preis in Medizin (mit Jennifer Doudna)
- 2020: Lars Onsager Lecture
- 2020: Nobelpreis für Chemie (mit Jennifer Doudna)
- 2020: Aufnahme in die Hall of Fame der deutschen Forschung
- 2021: Lwoff Award
- 2023: Mitglied der National Inventors Hall of Fame
- 2023: Benennung eines Asteroiden nach ihr: (71555) Manuecharpentier.
- 2023: Ehrenbürgerin der Stadt Umeå